# Questa storia
Questa storia è un romanzo di Alessandro Baricco, pubblicato nel 2005 da Fandango Libri e nel 2007 da Feltrinelli (Universale Economica Feltrinelli).
Composto di 280 pagine, il libro presenta quattro copertine diverse disegnate da Gianluigi Toccafondo: l'artista aveva già collaborato con Alessandro Baricco realizzando le scenografia de L'Iliade, spettacolo teatrale organizzato e ideato dallo scrittore andato in scena nel 2004 all'Auditorium di Roma.

## Trama
Protagonista del romanzo è Ultimo Parri, unico figlio di Libero, un allevatore di mucche che lascia la propria attività per aprire, tra lo scetticismo generale, il primo garage per riparazioni e rifornimento di auto in un paesino dove non se ne sono ancora viste. Nonostante le difficoltà iniziali, il suo casuale incontro con un conte appassionato di gare , D'Ambrosio, lo porterà a parteciparvi come meccanico copilota. Il racconto si incentra poi sulle vicissitudini che conducono Ultimo non a guidare auto ma a progettare una pista che simboleggi le emozioni della propria vita. Elizaveta, l'unica donna da lui amata, ritroverà il circuito realizzato ma abbandonato da molti anni nella campagna inglese. Dopo averlo fatto ripristinare lo percorrerà, comprendendone ogni significato, per poi farlo distruggere.

### Ouverture
Nel 1903, la gara automobilistica Parigi-Madrid attira lungo il percorso milioni di persone. I concorrenti sfrecciano a oltre 100 chilometri orari lungo strade prive di protezioni, che lasciano solo uno stretto varco tra gli spettatori. Dopo alcuni incidenti mortali e decine di feriti la gara viene annullata alla prima tappa di Bordeaux. Il traguardo a Madrid, predisposto con sfarzo per ospitare le maggiori autorità del regno, è rapidamente smantellato mentre vengono decretati tre giorni di lutto.

### L'infanzia di Ultimo
Ultimo è il primo figlio di Libero Parri, che la madre francese Florence chiama così per gli insopportabili dolori del parto: sarà il primo e ultimo dei suoi figli. Libero è un allevatore che, entusiasmato dalle corse, vende tutto il suo bestiame (composto da sole sei mucche) al conte Palestra, per aprire un garage: resterà per anni un'officina inutile, dato che macchine in quelle contrade non ne passano ancora. Un giorno però un elegante pilota arriva a piedi, chiedendo un rifornimento per la sua auto rimasta senza benzina. È il conte D'Ambrosio, che prende in simpatia l'umile famiglia di Libero, uno dei pochi che sanno già riparare automobili; gli propone di accompagnarlo come meccanico nelle corse. Riesce a convincere anche Florence, che si lascia affascinare sentendo apprezzata con garbo la sua femminilità. Ultimo è entusiasta dopo aver provato l'ebbrezza della velocità. Conoscendo le difficoltà finanziarie di Libero Parri, il conte gli procura una rappresentanza esclusiva per la vendita di camion (prodotti da Gardini, della famosa marca Itala). Ha anche una breve relazione con Florence; un giorno le regala un abito elegante, mentre Ultimo è felice di ricevere una moto. La notizia di un incidente strappa Ultimo dalla sua prima proiezione cinematografica, mentre sta scoprendo nelle linee flessuose di una bella donna seduta davanti a lui il tracciato di una strada da percorrere con la sua moto. Invece, si ritrova a sfrecciare con angoscia su una strada già nota, quella per l'ospedale dove suo padre è in condizioni critiche dopo un incidente: l'auto del conte si è schiantata contro un albero. D'ambrosio è morto e Libero è rimasto senza una gamba. Finisce così l'infanzia di Ultimo.

### Memoriale di Caporetto
La narrazione della disfatta di Caporetto è, in parte, data dalla testimonianza del chirurgo della compagnia, raccolta dal padre di un capitano che vuole riabilitare la memoria del figlio condannato a morte per diserzione. 
Tre soldati si ritrovano allo sbando sui monti del Carso, dopo che i tedeschi li hanno stanati dalle trincee con una manovra inattesa di accerchiamento. Uno di loro è Ultimo Parri, che nei lunghissimi giorni di attesa dell'attacco è diventato amico del compagno Cabiria. Insieme, hanno visto l'atroce agonia del commilitone soprannominato "il piccolo". Il terzo narratore è un capitano che si è unito a loro nel tentativo di fuga dalla cattura. Vagando per campagne e paesi in parte occupati dal nemico, i tre penetrano nella casa di una famiglia benestante: Cabiria è preso dalla rabbia vedendo quei ricchi che pranzano tranquillamente mentre fuori si combatte. Ultimo scopre che hanno un'automobile, e si mette alla guida portando il capitano e Cabiria fino al ponte della Delizia sul Tagliamento, uno dei pochi rimasti intatti dove la gente si accalca per fuggire. Cabiria si dilegua in abiti borghesi, Ultimo viene preso e finisce in un campo di prigionia, dove lavora alla manutenzione di una pista d'atterraggio austriaca. Cento metri di striscia dritta, in cui Ultimo vede quasi fisicamente emergere il racconto di quegli ultimi mesi di nulla, di totale incertezza. Intuisce che potrebbe progettare un tracciato che gli permetterebbe di provare fisicamente le emozioni legate ai suoi ricordi. 

### Elizaveta
Il diario di Elizaveta, nobile russa fuggita negli Stati Uniti durante la rivoluzione del 1917, inizia nel 1923. La giovane lavora con Ultimo per una nota ditta che produce pianoforti. Il metodo per venderli prevede che lei dia lezioni gratuite ai potenziali acquirenti, mentre Ultimo trasporta gli strumenti di casa in casa. Viaggiando insieme, tra i due nasce un rapporto intimo; ma Elizaveta non vuole portarlo alle prevedibili conseguenze, perché non è sicura di sé e intuisce la fragilità affettiva del compagno. Lascia incustodito il diario per farglielo leggere: molte parti sono pure invenzioni. Scrive di dedicarsi alla corruzione delle famiglie per dare uno scopo alla sua vita; ma Ultimo, che, vivendole accanto, può sempre distinguere la realtà dalla fantasia, intuisce soprattutto che Elizaveta lo ama. La ricambia, ma quando la ragazza scrive che è sparito improvvisamente comprende che la sua è una richiesta e se ne va davvero.  Elizaveta riprende il diario nel 1939: ha sposato il ricco nobile russo Zarubin, a cui era veramente promessa dall'infanzia. È andata in Italia a cercare il garage di Libero Parri, ma lo ha trovato chiuso. Tuttavia, ha rintracciato il padre di Ultimo, che ha perso una gamba nell'incidente di tanti anni prima e ora gestisce una piccola ditta di trasporti in paese. Libero conferma tutte le confidenze fattele da Ultimo in America: Florence ha avuto un secondo figlio, senza sapere se il padre sia il marito o il conte D'Ambrosio. Aggiunge un particolare ignoto a Elizaveta: il conte aveva fatto testamento nominando Ultimo suo erede universale, ma lui era partito per l'America senza prendere nulla. Le ultime pagine del diario sono del 1969: Elizaveta anziana, vedova e ricchissima è in Inghilterra. Dopo la Seconda guerra mondiale era tornata ancora a cercare Libero Parri. Aveva appreso da Florence che era morto, e conosciuto il fratellastro di Ultimo: "Corpo da adulto, ma sembrava un bambino. Muto. Un idiota". Florence le aveva dato una busta da parte di Ultimo: conteneva solo il disegno di una pista automobilistica.

### 1947 Sinnhington, Inghilterra
Questa parte consta dei pensieri del fratellastro di Ultimo: si trova con lui su una pista di atterraggio dismessa per assistere alla partenza dell'unico aereo rimasto, guidato da un amico inglese di Ultimo, il capitano Skodel, pilota militare durante la seconda grande guerra. Il ragazzo sta pensando alla moneta che ha messo in qualche tasca e non può cercare, perché è tenuto per una mano da Ultimo con l'altra porta la cartella del capitano. Anche quando deve finalmente riconsegnare la cartella i suoi movimenti sono impacciati. Cerca ancora la moneta senza trovarla. L'aereo decolla, il ragazzo ammira la leggerezza dell'impennata. Ultimo raccoglie una manciata di terra e gliela mette in una tasca della giacca dicendogli che è anche sua: ha comprato la pista e tutto il terreno intorno, che diventeranno un circuito per automobili. Immaginando le auto come fantasmi colorati, il fratellastro di Ultimo riprende la terra dalla giacca e con essa ritrova la sua moneta. 

### 1950, Mille Miglia
In una locanda all'inizio di un piccolo paese si attende il passaggio della Mille Miglia. Adesso il percorso si svolge su strade secondarie e non passa più proprio lì davanti. Gli avventori sciamano fuori all'annuncio che le auto in gara stanno arrivando. La padrona della locanda crede di essere rimasta sola, ma si accorge che c'è un uomo ancora seduto a un tavolo. Dopo l'iniziale imbarazzo la donna, con l'aiuto di diversi bicchieri di vino, entra in confidenza con lo sconosciuto, che le dice di essere lì per incontrare un amico. Quando però l'amico arriva i due non sono in condizioni di aprirgli. È Cabiria, il commilitone di Ultimo a Caporetto, che dopo aver chiesto inutilmente se c'è qualcuno si allontana. Ultimo confida alla donna il suo amore per Elizaveta, la loro separazione. Mentre se ne va, vede da lontano un'auto argentea ferma al distributore, ma è quasi buio e non distingue bene le figure eleganti dei piloti. In quell'auto c'è Elizaveta.

### Epilogo
Un circuito con diciotto curve, cercato ovunque, viene finalmente ripreso da una foto aerea: pur essendo invaso dalla vegetazione e parzialmente sommerso da paludi Elizaveta, che ha commissionato quella ricerca, riconosce il disegno di Ultimo realizzato. Spendendo cifre curiose lo acquista e lo fa ripristinare. Sceglie di percorrerlo con la sua auto argentea, che ha usato tanti anni prima per partecipare alla Mille Miglia. Un collaudatore la guida alla massima velocità possibile. Girano per un tempo che nessuno misura finché lei non gli chiede di fermarsi. Elizaveta ha avvertito la presenza di Florence e di Libero, il Carso della Prima guerra mondiale, la ritirata di Caporetto, la nave che ha portato Ultimo in America. Ma la vera sorpresa per lei è nell'ultima curva, che sul disegno si chiama Elizaveta e tra tutte le altre le era sembrata la più pulita e semplice: invece è parabolica, percorrendola ha sentito svanire il peso. Quando Elizaveta fa fermare l'auto, ringrazia l'ingegnere che ha diretto i lavori di ripristino della pista e gli chiede tranquillamente di distruggerla.